# Flugplatz Langeoog

i7
i11
i13

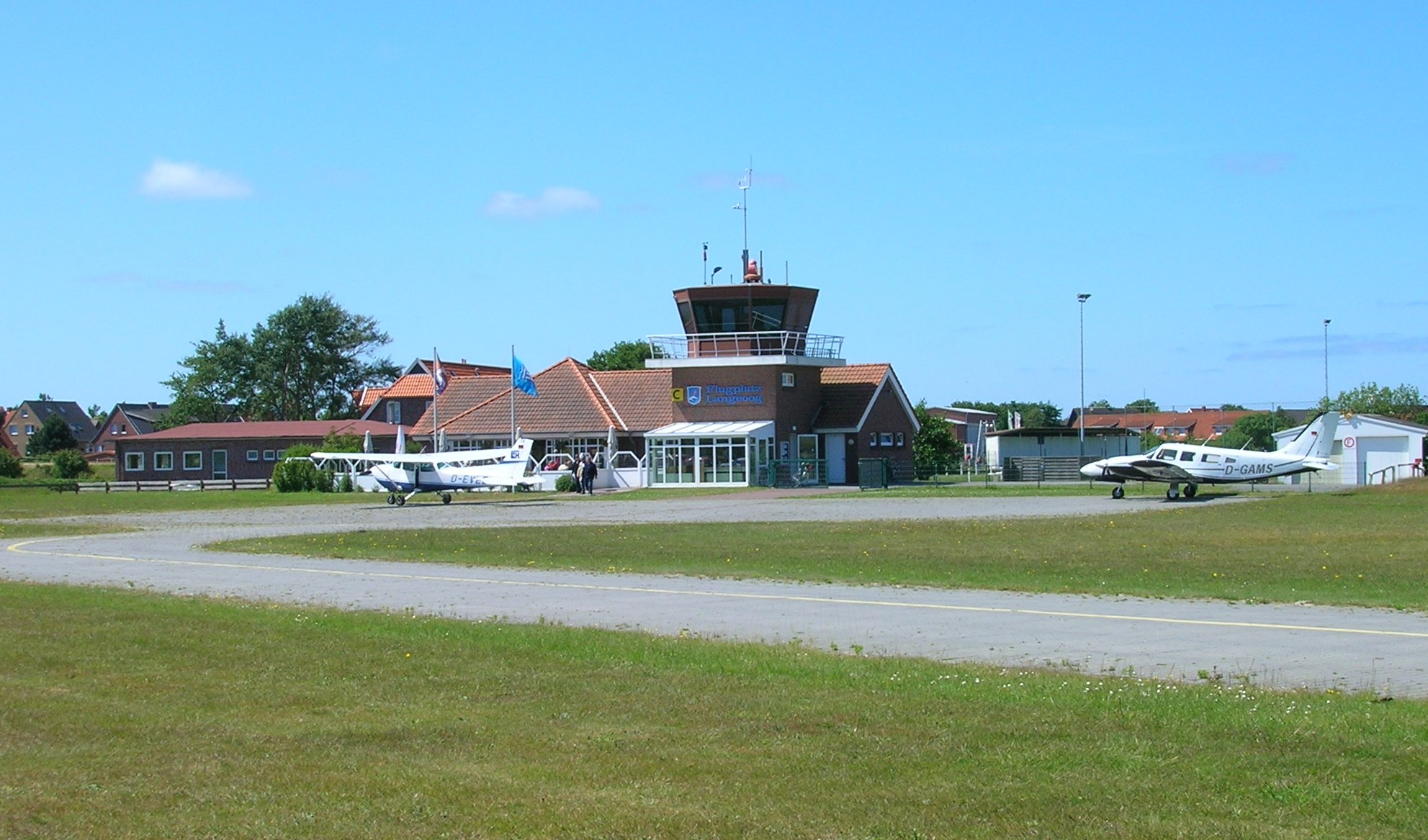
Turm des Flugplatzes Langeoog

Der Flugplatz Langeoog (IATA-Code: LGO, ICAO-Code: EDWL) liegt auf der ostfriesischen Insel Langeoog und ist als Verkehrslandeplatz klassifiziert.

## Zulassung
Der Flugplatz ist für folgende Luftfahrzeuge zugelassen:
- Flugzeuge bis 2000 kg, Motorsegler, Helikopter bis 5700 kg
- plus BN-2, Do 28, Twin Otter, Piper Aztec, Cessna 337,
- Ultraleichtflugzeuge (PPR)

## Verkehrszeiten
Der Verkehrslandeplatz ist von 9:00–13:00 Uhr und 15:00–19:00 Uhr geöffnet. Während der Winterzeit kann der Platz nur nach vorheriger Genehmigung (PPR) benutzt werden. Es kann nicht getankt werden und es werden auch keine Zollabfertigungen vorgenommen.
Von Anfang August bis Mitte Oktober 2021 war der Flugplatz wegen Personalmangels geschlossen, Rettungsflüge konnten aber weiterhin stattfinden.

## Fluggesellschaften und Ziele
Die FLN Frisia-Luftverkehr bietet von 1. Juli bis 31. August am Montag und am Freitag zweimal täglich Flüge von und nach Wangerooge an.

## Zwischenfälle
- Am 8. September 1998 stieg eine Piper PA-28 nach dem Start nicht ausreichend, kollidierte mit Bäumen und stürzte in den Langeooger Wald. Von den vier Insassen wurden zwei leicht, die anderen beiden schwer verletzt.[5][6]

- Am 5. August 2007 war ein weiterer Flugunfall einer Piper PA-28 zu verzeichnen. Die Maschine überrollte bei der Landung das Landebahnende und kollidierte mit einer Grabenböschung. Sie wurde schwer beschädigt, beide Insassen leicht verletzt.[7]

- Am 15. Mai 2010 überschlug sich ein Kleinflugzeug der Marke Cessna bei der Landung auf der Landebahn. Es kam nur zu leichten Verletzungen der Passagiere.[8]